# Villa Guerrero (Estado de México)
Villa Guerrero é um município do estado do México, no México. A sua cabecera municipal e sede do governo é Villa Guerrero.